# Newcastle Łódź
Stowarzyszenie Sportowe Newcastle Łódź – łódzkie stowarzyszenie sportowe mniejszości niemieckiej, powstałe w 1909, ale formalnie istniejące od 1911 roku, kiedy to zatwierdzono jego statut.

## Historia
Klub powstał w 1909 roku z inicjatywy zawodników Stowarzyszenia Sportowego Union Łódź, którzy opuścili ten zespół z powodu niemożności występów w pierwszej drużynie. Nazwę „Newcastle” wymyślił angielski trener zespołu. W 1909 roku łódzkie kluby powołały „Lodzer Fußball Verband” i rozpoczęły rozgrywki o Mistrzostwo Łodzi. Główną nagrodą był puchar ufundowany przez Anglików: Roberta Smitha i Alexandra Gillchrista. Pierwszą edycję w 1910 roku wygrała niemiecka drużyna TV Kraft. W następnym roku do ligi dołączyła drużyna Newcastle, która zdobyła mistrzostwo miasta. W 1912 roku rozgrywki zyskały miano oficjalnych Mistrzostw Łodzi. Newcastle zajął wówczas 5. miejsce. W tym samym roku Newcastle otrzymał stadion przy ul. Średniej, który nie został jednak dopuszczony do rozgrywek, z powodu nieprzepisowych wymiarów. W 1913 roku drużyna zajęła 4. miejsce w mistrzostwach Łodzi, a w kolejnym sezonie 5. miejsce. W 1914 roku zespół zawiesił działalność.